# 恩佑寺
恩佑寺，位于北京市海淀区颐和园路西侧，是清朝畅春园内的皇家佛寺，与恩慕寺并列。

## 简介
恩佑寺位于北京大学西门外，颐和园路西侧。建于清朝雍正元年（1723年），是雍正帝为父亲康熙帝“圣祖仁皇帝荐福”而建，地处畅春园东北角，紧邻清溪书屋，康熙帝晚年经常在清溪书屋宴寝，并且在清溪书屋。恩佑寺原先有三进院落，山门坐西朝东，面临大道（即今颐和园路），山门额书“敬建恩佑寺”，山门内横跨三座石桥。正殿面阔五间，供三世佛（释迦牟尼、药师佛、无量寿佛）。《日下旧闻考》记载：“二层山门额曰龙象庄严。正殿额曰心源统贯。皆世宗（雍正）御书。殿内龛额曰宝地昙霏。联曰：万有拥祥轮，净因资福；三乘参慧镜，香届超尘。皆皇上（乾隆）御书。”

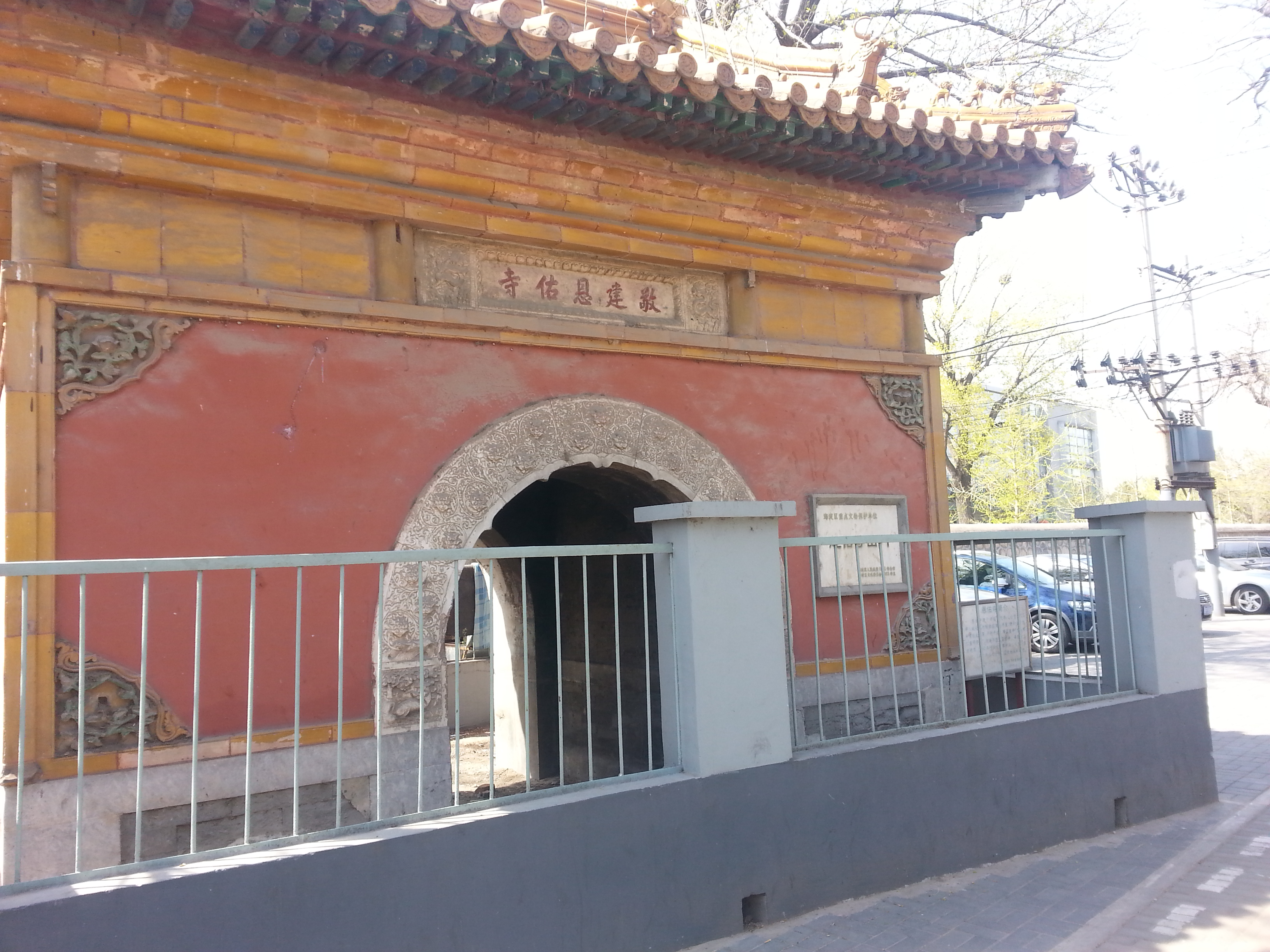
恩佑寺山门

清朝雍正四年三月十五日，雍正帝诣恩佑寺行礼，三日后又一次行礼，并谕：“本日系圣祖仁皇帝诞辰，一日不办事，翌日系皇太后诞辰，亦应一日不办事。”《清世宗实录》载，清朝雍正五年七月乙丑：“上以阴雨连绵，在圆明园斋戒虔祷。雨中步行数里，诣恩佑寺。祷于圣祖仁皇帝御容前。是日，雨势稍止，夜分而霁。翌日大晴。”雍正四年到雍正十三年，雍正帝诣恩佑寺行礼至少64次。雍正十三年四月乙巳：“颁圣祖仁皇帝御制全集、赐诸王大臣翰詹官员等。随具摺恭谢。得上谕，俱著往恩佑寺谢恩。”
清朝乾隆四年九月十三日，乾隆帝奉太后从圆明园启銮诣东陵前，先诣恩佑寺行礼。乾隆八年（1743年），将原先供奉在恩佑寺的圣祖御容移到圆明园安佑宫中室，同东室的世宗御容一起供奉，“于是苑中瞻仰圣容，始专礼于安佑宫”。但皇帝仍常规性诣恩佑寺，较正式的行礼则通常在安佑宫行礼前后安排。乾隆帝《御制清溪书屋》中称：“畅春园中是处为皇祖宴寝之所。我皇考改建恩佑寺以奉御容。乾隆癸亥奉移于安佑宫，逮今四十余年，有司以修葺告成，敬诣瞻仰。”

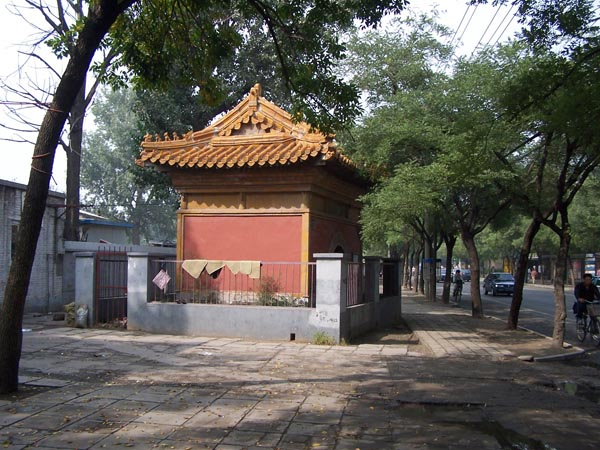
恩佑寺山门

乾隆四十二年五月（1777年）至乾隆四十四年二月（1779年）清明节，乾隆帝仅在恩慕寺行礼。其后直至嘉庆三年（1798）十月太上皇乾隆帝病重期间，乾隆帝大多是恩慕寺和恩佑寺一并行礼。嘉庆帝曾34次到恩慕寺和恩佑寺行礼拈香。道光三年（1823年）至道光十九年（1839年）每年正月的孝圣宪皇后忌辰，道光帝都到恩慕寺和恩佑寺行礼，共计17次。咸丰七年（1857）之前，咸丰帝共4次到恩慕寺和恩佑寺行礼，咸丰朝最末三年咸丰帝未行礼。
咸丰十年（1860），英法联军火烧三山五园，恩佑寺、恩慕寺也被英法联军焚毁。内务府大臣明善在咸丰十年九月二十九日的奏折中说：“（圆明园）大宫门、大东门，以及大宫门外东西朝房、六部朝房……恩慕寺、恩佑寺、清溪书屋……等处均被焚烧。”
此后，恩佑寺和恩慕寺各仅存一座山门，两座山门南北距离50米，北为恩佑寺山门，南为恩慕寺山门。

## 保护
1981年，“恩佑寺山门”被定为海淀区重点文物保护单位，并于1985年修缮。
2021年8月19日，恩佑寺山门升格为第九批北京市文物保护单位，编号9-17。